# Västra Strö
Västra Strö is een plaats in de gemeente Eslöv in Skåne, de zuidelijkste provincie van Zweden. De plaats heeft 59 inwoners (2000) en een oppervlakte van 7 hectare.